# Kalmar järnväg
Kalmar järnväg (KJ) var ett järnvägsbolag som byggde och drev järnvägen mellan Kalmar och Emmaboda. I Emmaboda anslöt järnvägen till Karlskrona–Växjö Järnväg (CWJ). Den öppnades 1874.  Banan ingår idag i Kust till kust-banan mellan Göteborg och Kalmar/Karlskrona.

## Historik
Kalmar järnväg var ett järnvägsbolag med Kalmar stad som huvudägare. Den ursprungliga linjen var en 57 km lång normalspårig järnväg mellan Kalmar och Emmaboda som invigdes den 8 augusti 1874 och resan tog 2 timmar och 35 minuter. Från Emmaboda kunde man sedan resa vidare på  Karlskrona–Växjö Järnväg (CWJ), antingen söderut till Karlskrona, eller västerut till Alvesta station på södra stambanan via Växjö. 
Kalmar järnväg gick via Nybro till Emmaboda och 1899 förvärvade bolaget aktiemajoriteten i Nybro-Sävsjöströms järnväg (NSJ), som hade öppnats för trafik den 14 oktober 1876. År 1909 övertog Kalmar järnväg denna 43 kilometer långa järnväg helt. 
Banan Sävsjöström-Nässjö Järnväg (SäNJ) på 95 km öppnades mellan Sävsjöström och Åseda 16 januari 1914 och Åseda-Nässjö 12 december 1914. Denna bana trafikerades också av Kalmar järnväg under det nya samlingsnamnet Kalmar järnvägar.
År 1940 köptes KJ av staten baserat på 1939 års riksdagsbeslut om förstatligandet av järnvägarna och bolaget blev då en del av Statens Järnvägar.